# Veliki Rigelj

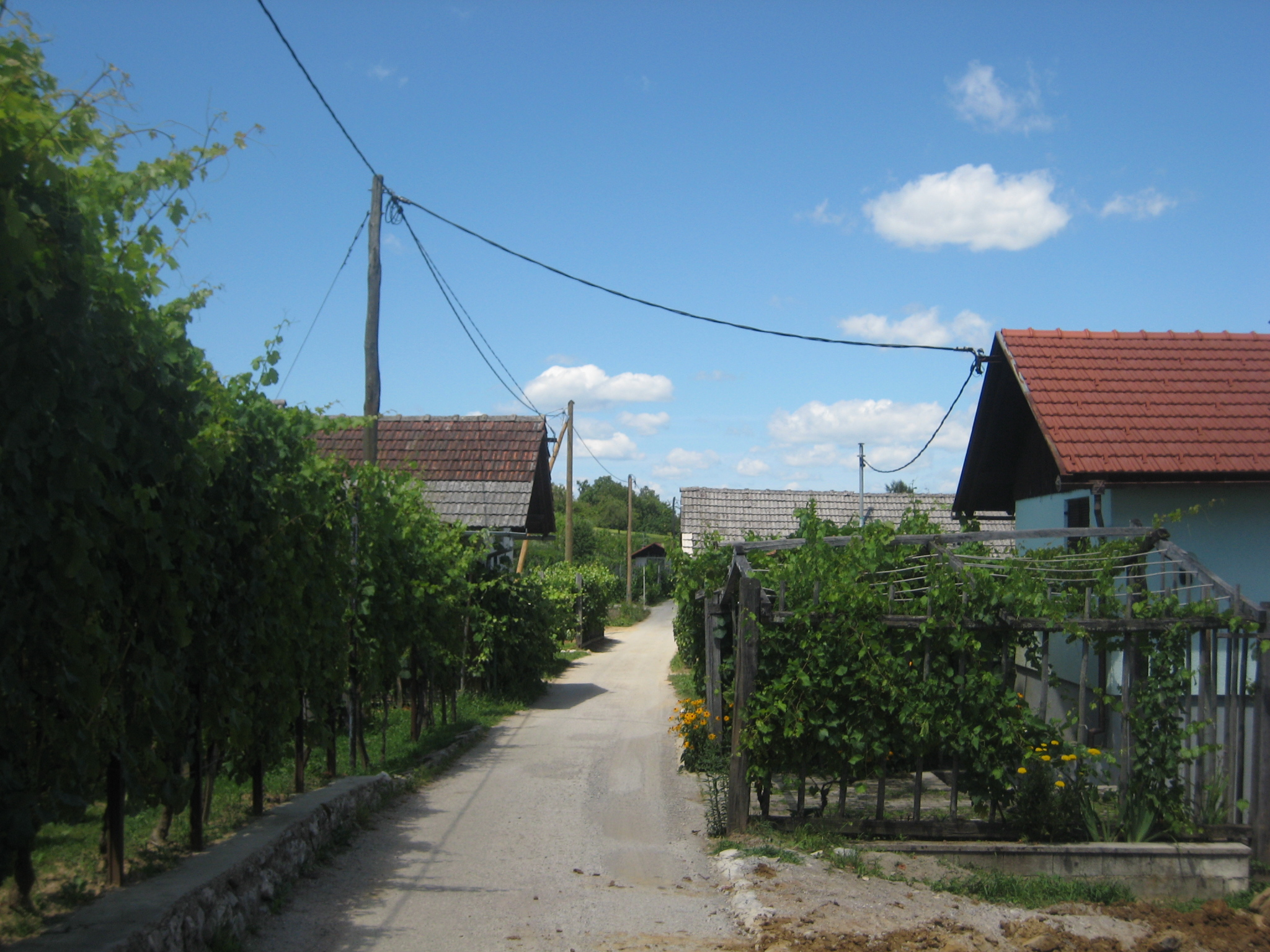
Veliki Rigelj

Veliki Rigelj (deutsch Großriegel bei Pöllandl) ist eine Siedlung in der slowenischen Gemeinde Dolenjske Toplice im Südosten des Landes.
Der Ort liegt südlich von Cerovec und nördlich von Veliki Rigelj. Er gehörte ursprünglich zu Töplitz und nicht – wie Klein-Riegel (Mali Rigelj) – zur Gemeinde Pöllandl (Kočevske Poljane). Die Gegend ist Teil der historischen Region Unterkrain und gehört heute zur Region Jugovzhodna Slovenija (Südost-Slowenien).
Der Name Rigelj ist in Slowenien weit verbreitet. Er basiert auf dem slowenischen Substantiv rigelj „Vorgebirge“, abgeleitet von deutsch Riegel, das auch in süddeutschen Dialekten die gleiche Bedeutung hat.

## Sehenswürdigkeiten
Die Gegend bietet sich für leichte Wanderungen durch Weinberge und zu den Kirchen in Kočevske Poljane und Cerovec an.